# رومن کارتسف
رومن کارتسف (روسی: Рома́н Андре́евич Ка́рцев؛ ۲۰ مهٔ ۱۹۳۹ – ۲ اکتبر ۲۰۱۸) بازیگر، طنزپرداز اهل اتحاد جماهیر شوروی سوسیالیستی بود.
وی همچنین برندهٔ جوایزی همچون هنرمند مردمی روسیه شده‌است.